# Астурійська кухня

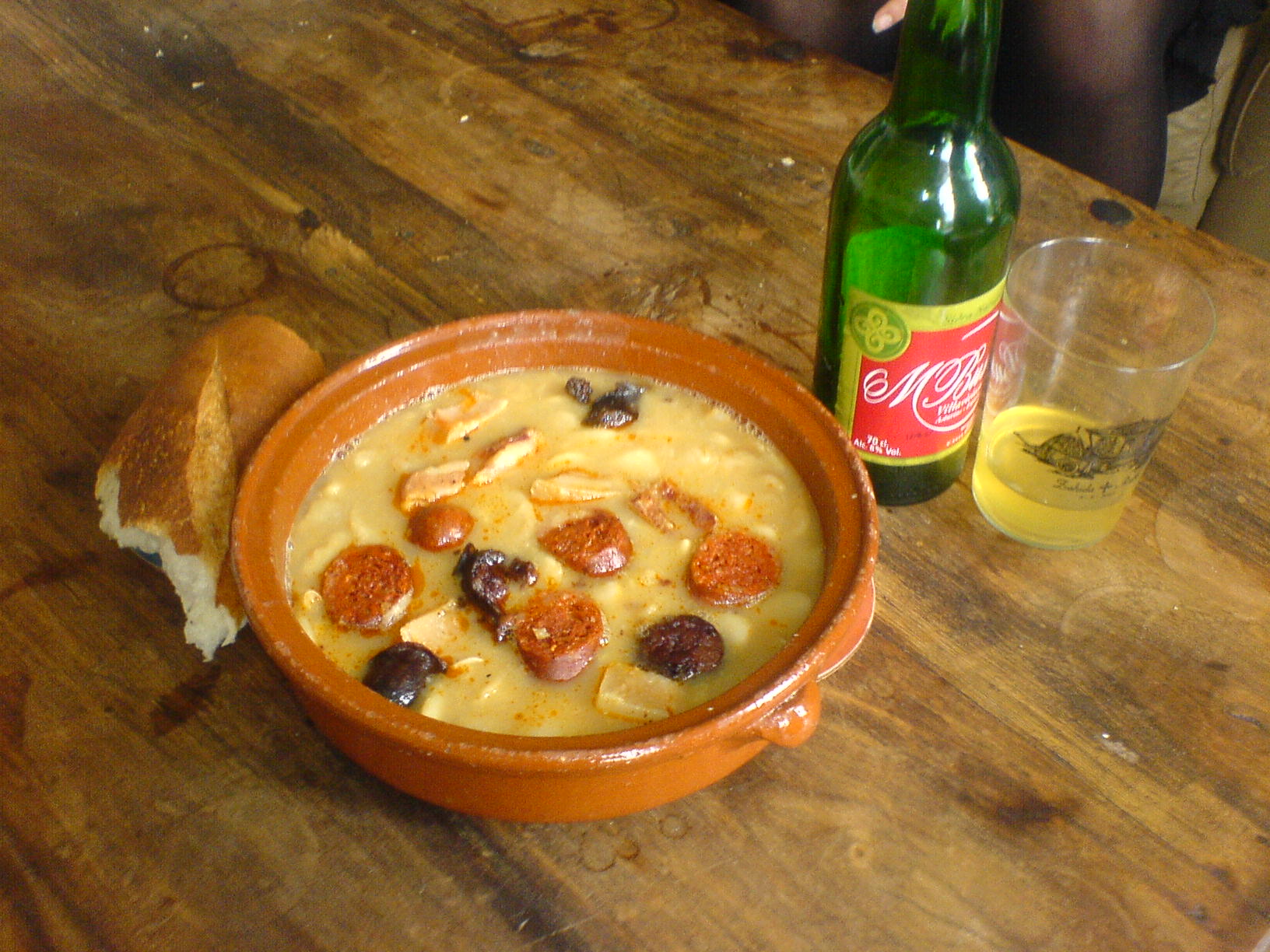
Фабада і сидр

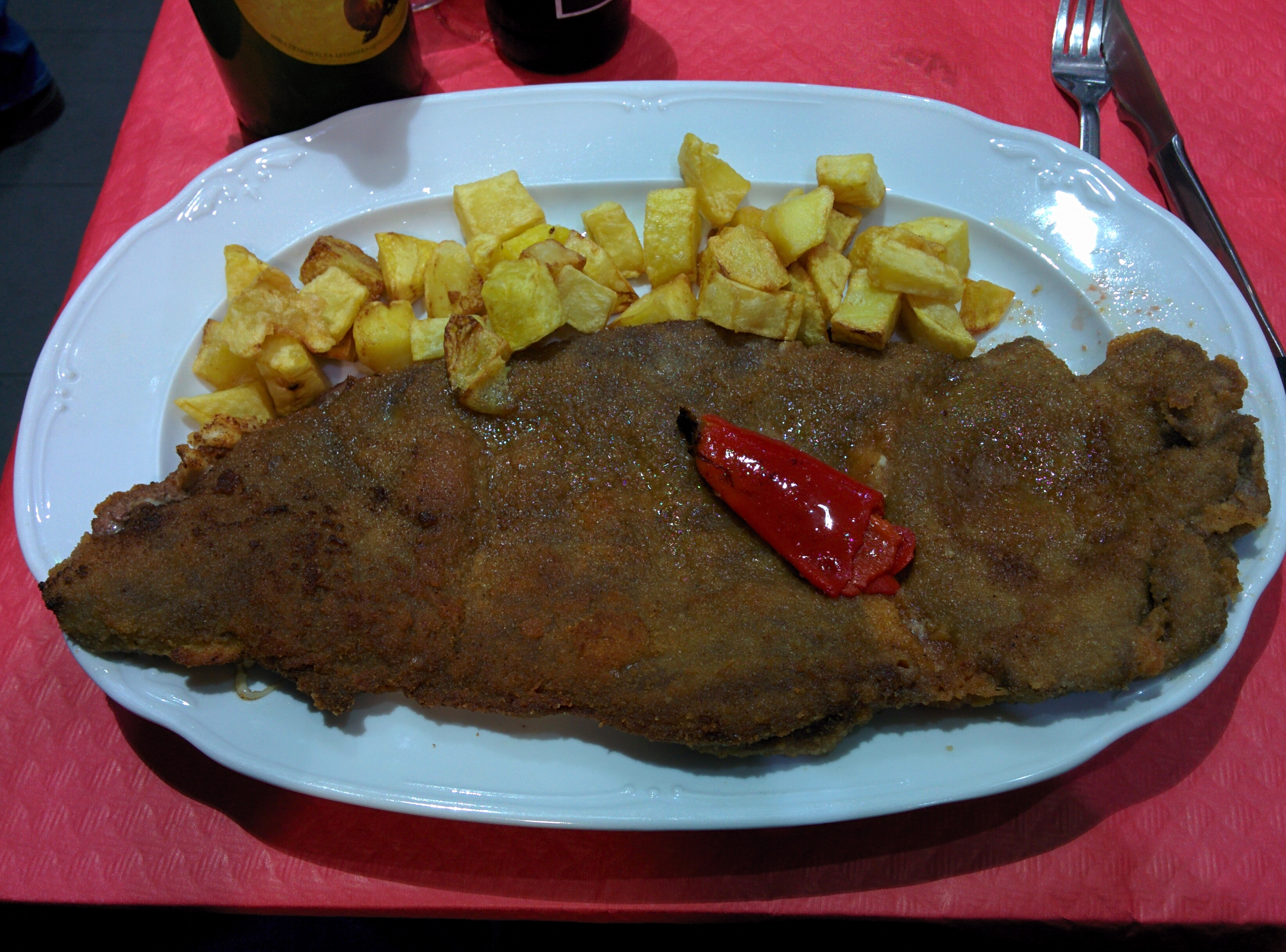
Качопо

Астурійська кухня (ісп. Gastronomía de Asturias) — набір кулінарних традицій, характерних для іспанської провінції Астурія. До неї відноситься безліч як м'ясних і молочних, так і рибних страв, що пояснюється, з одного боку, можливістю риболовлі в Біскайській затоці, і з іншого — наявністю в Кантабрійських горах безлічі долин, які добре підходять для скотарства. Незважаючи на те, що традиції астурійської кухні передаються з покоління в покоління, аж до недавнього часу не існувало письмових джерел, що оповідають про харчування астурійців.

## Риба та морепродукти
Астурія відома своїми морепродуктами, такими як кальмари, краби, креветки. З риб поширені лосось і морський окунь.

## М'ясо
У сільському господарстві Астурії приділяється велика увага розведенню великої рогатої худоби і овець, тому різні варіанти страв зі смаженого м'яса відомі по всій провінції. Свинарство також поширене, завдяки чому готується безліч ковбас, наприклад, морсілья.

## Сири
Астурійські сири є однією з традиційних складових астурійської кухні і популярні як в Іспанії, так і за її межами. Особливо відомий кабралес, напівтвердий нарізний сир з блакитною пліснявою і маслянистою текстурою з астурійського регіону Пеньямельєра-Альта.

## Десерти
В астурійській кухні існує безліч різноманітних десертів — від місцевого варіанту рисового пудингу, до таких незвичайних, як смажене молоко.

## Типові страви
- Фабада — густий суп з білої квасолі з шинкою і ковбасою.
- Тосін де сієло — десерт на основі яєчного жовтка.